# جينا وستاواي
جينا راي إيلي وستاواي (من مواليد 19 حزيران / يونيو 1994) هي عداءة المسافات المتوسطة الكندية.  كانت قد شاركت في سباق 800 متر في بطولة IAAF World Indoor 2014 .

## روابط خارجية
- جينا وستاواي على موقع الاتحاد الدولي لألعاب القوى (الإنجليزية)